# Louis de Brouckère
'Louis de Brouckère, född 31 maj 1870, död 4 juni 1951, var en belgisk nationalekonom och politiker. 
Louis de Brouckère blev 1922 professor vid Bryssels universitet. Han anslöt sig tidigt till socialisterna och blev 1925 senator. 1914 gick de Brouckère ut som frivillig i första världskriget, fast han tidigare varit pacifist. Han gjorde en betydande insats inom arbetarnas bildningsrörelse. Som belgisk delegat deltog de Brouckère under många år i Nationernas Förbunds arbete. Vid avrustningskonferensen 1932 var han en av ordförandena. Inom den internationella arbetarrörelsen hade han länge en framskjuten plats, och 1935-1937 var han Socialistinternationalens tillförordnade president. Under andra världskriget vistades de Brouckère i Storbritannien. Efter Belgiens befrielse var han trots sin höga ålder aktiv som politiker i landet.